# کلمنت موری
کلمنت موری (انگلیسی: Clément Maury؛ زادهٔ ۲۰ نوامبر ۱۹۸۵) بازیکن فوتبال اهل فرانسه است.